# ケネス・ウォーカー

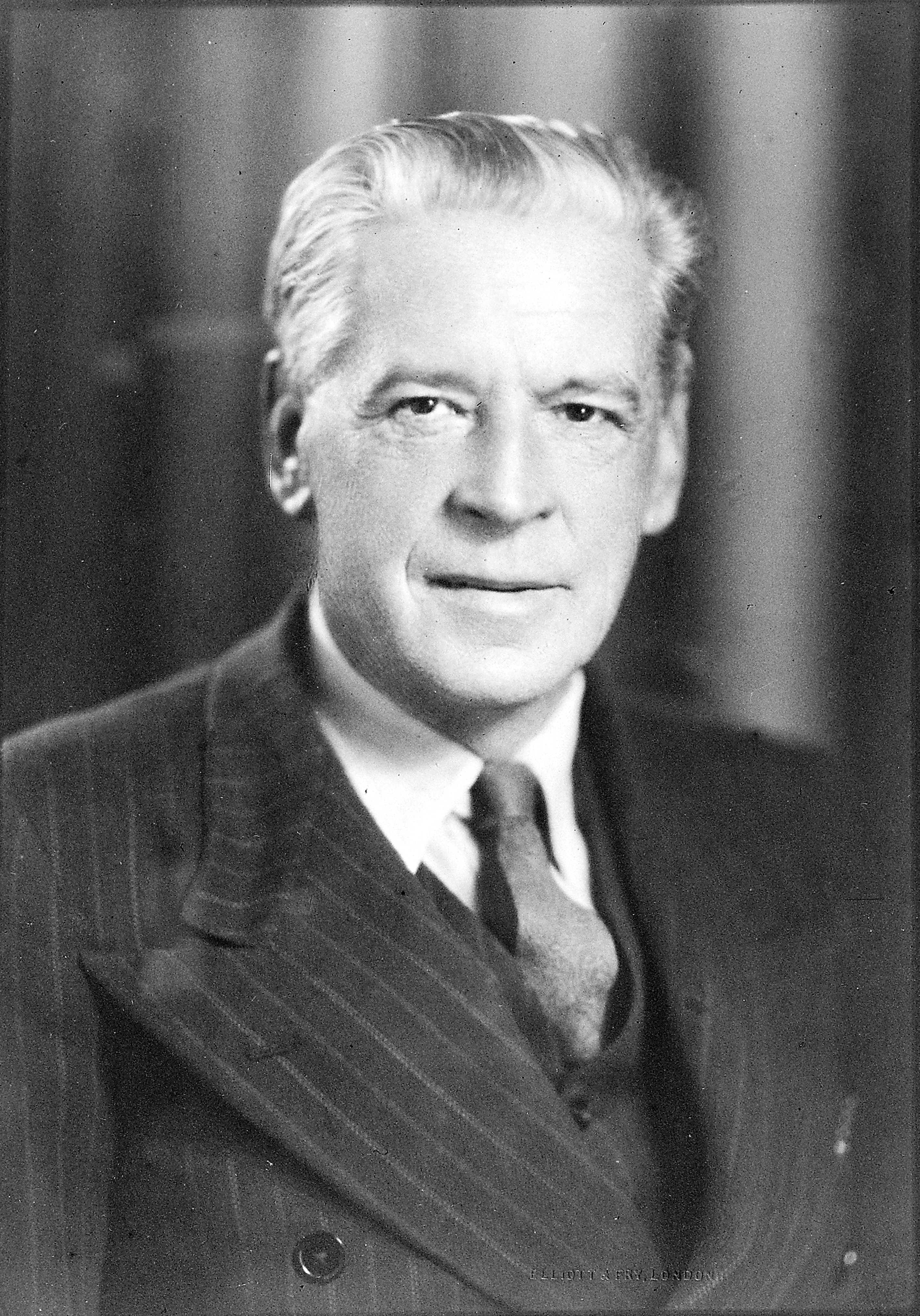
ケネス・ウォーカー

ケネス・ウォーカー（Kenneth Walker、1882年6月6日 - 1966年1月22日）はイギリスの著作家、医師。児童文学『箱舟の航海日誌』（"The Log of the Ark", 1923）で知られる。ほかに医学や神秘思想に関する著作が複数ある。

## 経歴
1882年、ロンドン北部のハムステッドでスコットランド系の夫婦の間に生まれた。ケンブリッジ大学で医学を修め、1904年卒業。専門は泌尿器科。卒業後の研修医時代は世界各地を回り、インドや東アフリカにも足を伸ばした。第一次世界大戦では軍医として従軍。
児童文学作家のケネス・グレアムと親交があり、彼の勧めで唯一の児童文学作品『箱舟の航海日誌』を書いた。これはノアの箱舟を題材にした小説で、初めは無垢だった動物たちの間に「悪」がもたらされ広がってゆく過程を描いた悲観的作品である。1923年に刊行され、イギリスではその後も版を重ねた。
同年、ロシアの神秘思想家ピョートル・ウスペンスキーと出会い、以後は神秘思想に傾倒。ウスペンスキーを通じて学んだゲオルギイ・グルジエフの思想を英語圏に紹介した。
1940年の"The Physiology of Sex and its Social Implications"は一般向けに書かれた性科学の解説書であった。
1966年、サセックス州で没。

## 日本語訳作品
- The Log of the Ark (1923)
  - 百々佑利子訳『ノア船長はこぶね航海記』あかね書房〈あかね世界の児童文学 13〉、1976年
  - 安達まみ訳『箱舟の航海日誌』光文社〈光文社古典新訳文庫〉、2007年
- 大場正史訳『性の生理学 美と悪の淵をさぐる』池田書店〈イケダ3Hブックス〉、1965年

## 主要参考資料
- 『箱舟の航海日誌』（2007年初版、ISBN 978-4-334-75126-5）巻末：「解説」、「年譜」、「訳者あとがき」（安達まみ）